# Anisomeria bistriata
Anisomeria bistriata es una especie de coleóptero adéfago perteneciente a la familia Dytiscidae. Es el único miembro del género monotípico Anisomeria.